# しんきんATMゼロネットサービス
しんきんゼロネットサービスは、信用金庫制度50周年を記念して2000年12月4日に日本全国全ての信用金庫で一斉に開始した、信用金庫相互間ATM・CD利用手数料無料提携サービスである。また一部の信用金庫ではしんきんATMゼロネットサービス（しんきんエイティエムゼロネットサービス）と案内される場合がある。

## 概要
日本全国各地の信用金庫が管理するATM・CD（民間の銀行などと言った、各信用金庫以外を幹事金融機関とする共同利用店舗などを除く。）を相手の信用金庫が発行しているキャッシュカードを利用する場合、平日 8:45 - 18:00の入金・出金、土曜 9:00 - 14:00の出金については自動機利用手数料が無料で利用できる。対象となるのは「しんきんゼロネットサービス」のステッカーが貼ってある信用金庫ATMである。
一部の信用金庫では土曜のATM利用手数料を終日有料とする自動機店舗がある。これは2000年代以降、増加傾向にある。
一部の信用金庫のATMによっては、土曜日における他信用金庫のキャッシュカードによる入金の取り扱いを行っている自動機店舗もある。ただし一部の信用金庫ATMで自信金口座による入金を平日のみとしている場合など、一部の信金のキャッシュカードによっては土曜・日曜･休日の他信金キャッシュカードによるATMの入金については取扱い時間内でも入金出来ない場合がある。

## 一部例外的な信用金庫
- 岩手県北上市に本店を置く北上信用金庫では、北上信用金庫が管理するATM（北上信金以外を幹事金融機関とする共同利用自動機店舗を除く）にて他信用金庫キャッシュカードを利用した場合の「しんきんATMゼロネットサービス」の利用手数料無料時間帯は他の信用金庫ATMよりも無料時間帯が長い平日 8:45 - 21:00、土曜 9:00 - 19:00については手数料が無料で利用できる。日曜・休日などそれ以外の時間帯に利用した場合は有料となる。ただし北上信金のキャッシュカードを他信金ATMを利用する場合は無料時間帯が異なる。

## その他
- 一部の信用金庫では生体認証ICキャッシュカードを取り扱っており、各信金のICキャッシュカードによる生体認証登録済みによる取引については「掌」を採用している信金または「指」を採用している信金とそれぞれ混在しているが、方式が異なる為にそれぞれの自信金のATMでのみの利用となる。
- 通帳利用取引（ただし、一部各信金相互間のATMによる通帳取引が認められている信用金庫を除く。例：北海道地区信用金庫共同事務センターに加盟している各信金相互間の通帳取引など）利用はそれぞれの自信金のATMのみとなる。